# Jobst von Scholten
Jobst von Scholten, i samtidige kilder også skrevet Jobst Schultz og Jobst Gerhard von Scholten (17. feb. 1646 i Amsterdam – 7. november 1721) var en tysk-hollandsk officer i dansk tjeneste.

## Opvækst
Scholten var født i Amsterdam. Hans slægt hørte hjemme i Westfalen (Grevskabet Tecklenburg), men hans fader, Henrik Scholten, var vandret til Holland, var blevet overlandbygmester i Amsterdam og optaget blandt stadens patriciere. Forskelligt tyder på, at denne Henrik Scholten har været nærmere knyttet til Henrik Ruse, måske ved slægtskabsbånd, og at det er gennem sidstnævnte, at sønnen i en meget ung alder, der siges 14 år gammel, er kommet til Danmark. Han stod før 1670 som fændrik ved Ruses infanteriregiment, blev her 1672 løjtnant og året efter kaptajn. Senest 1677 kom han som major til Livregimentet (garden) til fods, hvor han snart efter blev oberstløjtnant, og som han kommanderede i de sidste 1 1/2 år af den Skånske Krig. 1679 blev han oberst, kommandant i Rendsborg og chef for en der garnisonerende bataljon, 1682 chef for Dronningens Livregiment i Glückstadt, 1687 brigader, 1690 generalmajor, i det han samtidig fratrådte kommandoen over regimentet. 1695 fik han det hvide bånd.

## Fæstningsbygmesteren
Scholtens egentlige fag var dog ikke infanteri-, men ingeniørtjenesten. Han var blevet oplært af Ruse og havde dernæst søgt videre uddannelse i sit fødeland og i Brandenburg. Efter sin tilbagekomst havde han først fungeret som konduktør ved nogle af sin læremesters fortifikatoriske anlæg i Holsten og 1672 som ledende ingeniør ved det vigtigste af disse, ombygningen af fæstningsværkerne om den gamle del af Rendsborg. I den skånske krig havde han også gjort tjeneste som ingeniør. Under sin virksomhed som sådan var han under Wismars belejring 1675 kommet slemt til skade ved et fald og var blevet såret ved Malmø 1677. Siden havde han været med ved Landskrone samme år, ved Båhus og Helsingborg 1678. Efter freden i Lund kom han, som anført, til Holsten og blev 1685 udnævnt til inspektør over fæstningerne i Hertugdømmerne og grevskaberne og endnu Scholten til chef for den kort i forvejen oprettede fortifikationsetat i disse provinser. Allerede forinden (1681-82) havde han ved Jadebugten anlagt fæstningen Christiansburg, der skulle sikre forbindelsen til søs mellem Oldenborg og Holsten, men som snart blev opgivet. Ligeledes havde han udvidet Rendsborgs befæstning mod syd (Neuwerk, 1684-85), ligesom han senere udvidede den mod nord (Kronværket, 1690). Han tegnede også Kronborgs Kronværk, der blev opført 1689-90, og som mestendels stadig findes. Den ene af fæstningens raveliner hedder Von Scholten Ravelin. Ved disse arbejder fulgte han de veje, Ruse havde angivet, men gjorde det i øvrigt med dygtighed. Sammen med en anden af Ruses elever, Andreas Fuchs, ledede Scholten fremdeles de feltfortifikatoriske anlæg og belejringsarbejderne i de småkrige, som i århundredets sidste decennier blev ført i og ved monarkiets sydlige provinser: toget mod Hamborg 1686, belejringen af Ratzeburg 1693, indtagelsen af de gottorpske skanser i Stapelholm og Ejdersted 1697, gentagelsen heraf i 1700 og samme år belejringen af Tønning og felttoget i Holsten.

## Den Store Nordiske Krig
Efter freden i Traventhal (18. august 1700) fik Scholten tillige inspektion over infanteriregimenterne i Holsten og Slesvig, og i begyndelsen af 1701 blev han generalløjtnant. Men da der nogle måneder senere blev sendt et hjælpekorps til Nederlandene i sømagternes sold, fik Scholten ansættelse som næstkommanderende ved korpset; tillige blev han chef for den til dette hørende 2. bataljon af Prins Carls Regiment. I slagene ved Höchstädt (1704) og Ramilliers (1706) og ved adskillige belejringer vandt han navn som en tapper og omsigtsfuld troppefører og først og fremmest som en kyndig ingeniør. Han førte under hertug Carl Rudolph af Württemberg-Neuenstadts fraværelse gentagende kommandoen over de danske tropper og optrådte med bestemthed for at hævde disses traktatmæssige rettigheder mod overgreb fra hans landsmænd hollændernes side. I begyndelsen af 1708 trådte han imidlertid efter eget ønske ud af dansk tjeneste, uvist hvorfor.

## Chef for den danske hær
Så var det, da grev Christian Ditlev Reventlow i foråret 1710 nedlagde sin post som øverstbefalende for den danske hær, at Frederik IV valgte Scholten til hans efterfølger. Man anså ingen af de i Danmark tjenende generaler for at være posten voksen og bragte derfor flere fremmede i forslag. Som anbefaling for Scholten blev anført dels hans nøje kendskab til hær og land, dels hans anseelse som ingeniør; thi fæstningskrigen spillede en vigtig rolle i hine tider, og man havde under felttoget i Skåne hårdt savnet en dygtig teknisk officer. Udslaget gjorde dog en udtalelse fra kongens generaladjudant Bendix Meyer, der i øvrigt samme år ægtede en datter af Scholten. Efter nogens tids betænkning tog Scholten mod tilbuddet, og 6. juni 1710 blev hans udnævnelse til general til fods underskrevet.
Over et år gik med til at reorganisere hæren, der havde lidt svære tab, især af heste, under den hovedkulds rømning af Skåne efter slaget ved Helsingborg. Pesten hæmmede tilmed alle arbejder, og Valentin von Eickstedt, der samtidig var blevet overkrigssekretær, havde aldrig før haft med administrative forretninger at gøre. At hæren alligevel blev bragt i ret god og efterhånden endog i meget god stand, må sikkert for en stor del tilskrives Scholten, der af alle anerkendes som en dygtig administrator.

## Genoptagelse af krigen
1711 tog man så atter fat på krigen, men begyndelsen var ikke synderlig lovende. De forsøg, der blev gjort på at tage Wismar og Stralsund, løb ud i sandet, men indbragte alligevel Scholten Elefantordenen. Mere ære vandt han, da han det følgende år erobrede fæstningen stade og dermed de svenske provinser Bremen og Verden; men kort efter led den danske hær nederlaget ved Gadebusch. Vor krigsførelse havde her ligesom året forud savnet den energi og det initiativ, uden hvilke en offensiv optræden bliver meningsløs; men krigsførelsen havde kun været en afspejling af den danske politik, famlende og holdningsløs over for fremmed påvirkning, som denne havde været. I 1711, da alle forberedelser vart trufne med et angreb på Wismar for øje, lod man sig af Sachsen og Preussen overtale til at anvende sin hovedstyrke mod Stralsund. Og ved Gadebusch var det gået så vidt, at man umiddelbart før sammenstødet for at imødekomme sachsernes ønske forandrede den en gang indtagne opstilling. Straks efter slaget spores der imidlertid et omslag. Danmarks politiske holdning over for de allierede vinder ikke lidt i fasthed og værdighed; krigen kan derfor føres mere energisk og målbevidst, og udfaldet bliver følgelig fra nu af mere tilfredsstillende: 1713 kapitulerer Magnus Stenbock med hele sin hær ved Oldenswort, 1714 tvinges gottorperne til at overgive Tønning, 1715 erobres Rygen og Stralsund, og endelig falder 1716 Wismar, Sveriges sidste holdepunkt i Tyskland.
I Wismars erobring tog Scholten ikke umiddelbart del, men ellers havde han under hele denne 5-årige krig i Nordtyskland en chef kommanderet den danske hær. Kongen havde imidlertid så at sige uafbrudt stået ved hans side og havde til tider grebet direkte ind. Det var således Frederik IV, der trods Scholtens modforestillinger, havde befalet ændringen i planen for slaget ved Gadebusch. Det store materiale, der foreligger til hin periodes krigshistorie, er dog endnu for lidet bearbejdet, til at man i det enkelte kan fælde en dom over den indflydelse, Scholtens virksomhed har øvet på begivenhedernes gang. Så meget kan man imidlertid sige, at de egentlige feltherreegenskaber: det klare overblik, den hurtige beslutning og den energiske gennemførelse – dem havde han ikke; og denne mangel på virkelig overlegenhed forklarer også, både at kongen oftere tog mere hensyn til uvedkommendes råd end til sin overgenerals, og at denne fandt sig heri. Ved Gadebusch, den eneste gang, Scholten kommanderede hæren i åben mark, var Scholtens egne dispositioner heller ikke ubetinget heldige. Men på den anden side har han med den dygtighed i flere retninger, som han allerede i arvefølgekrigen havde givet beviser på, og med den erfaring, han havde erhvervet sig, været en desto værdifuldere støtte for kongen, jo mere denne lærte i militær som i politisk henseende at handle på egen hånd.
Efter at Stralsund havde kapituleret i december 1715, gik størstedelen af den danske hær mod Wismar. Men da det rygtedes, at Karl XII forberedte en overgang over sundet, måtte Scholten ilsomst følge kongen til Sjælland. Senere på året vendte bladet sig: det blev nu Danmark, der, forstærket med et russisk korps, påtænkte en landgang i Skåne, og Scholten, som var blevet sat i spidsen for landetatens generalkommissariat, fik nok at tage vare både i denne egenskab og som chef for det til ekspeditionen bestemte danske korps. Han skal have forpligtet sig til at tage Landskrone på 14 dage, men nærede betænkeligheder med hensyn til hærens proviantering, såfremt foretagendet ikke snart kunne sættes i værk. Det var derfor så uretfærdigt som muligt, når zaren mistænkte Scholten for, bestukket af det engelsksindede parti, at trække forberedelserne i langdrag; men gensidig mistillid var nu en gang et sørgeligt særkende for den "nordiske liga". Når Scholten I den nærmest følgende tid var beskæftiget med planer til en udvidelse af københavns befæstning, må anledningen vel for en stor del også søges i den lige så urimelige frygt, man under de russiske troppers ophold på Sjælland havde næret for, at zaren ville benytte lejligheden til et overfald på Danmarks hovedstad. I efteråret 1717 blev Scholten atter sat i arbejde i anledning af et projekteret dansk-russisk indfald i Sverige, denne gang med Norge som udgangspunkt. Dette rige og de tilstødende svenske landskaber blev jo også fra nu af krigens skueplads, og da kongen i efteråret 1718 lod sine højeste embedsmænd skriftlig udtale sig om den politiske situation, var det derfor ganske naturligt, at Scholten særligt fremhævede hensynet til forbindelsen med og provianteringen af Norge som grund til at slutte sig til England frem for til Rusland. Ved Franz Joachim von Dewitz' død i 1719 blev Scholten udnævnt til hans efterfølger som generalguvernør i Forpommern og Rygen, men ved fredsslutningen året efter fik Sverige disse lande tilbage. 7. november 1721 afgik han ved døden.
Scholten havde været gift 2 gange: 1. gang i 1673 med Adelgunde Mechtilde (Mathilde)  Rømeling (1654-1714 Itzehoe), datter af Conrad Rømeling (1624-76), garnisonslæge, og Svenna Elisabeth Ruse (Rüse) (1630 Ruinen, Drenthe, Holland-1678 Glückstadt), søster af Henrik Ruse; og 2. gang med Charlotte Amalie von Plessen (1686-1740), datter af generalløjtnant Samuel Christoph von Plessen; og hun ægtede 2. gang gehejmeråd Johan Georg von Holstein. Scholten var fader til Henrik von Scholten og blev stamfader til mange af de danske officerer med navnet von Scholten.